# Ruines de la mine de cuivre de Virgin Gorda
 (septembre 2022).
Si vous disposez d'ouvrages ou d'articles de référence ou si vous connaissez des sites web de qualité traitant du thème abordé ici, merci de compléter l'article en donnant les références utiles à sa vérifiabilité et en les liant à la section « Notes et références ».
Les ruines de la mine de cuivre de Virgin Gorda sont une ancienne mine de cuivre du XIXe siècle abandonnée, située dans le parc national des Îles Vierges britanniques, au sud-est de Spanish Town.

## Historique
Le cuivre a été découvert sur Virgin Gorda et les légendes locales suggèrent également que les aventuriers espagnols avaient creusé des gaines pour extraire l'argent à la fin du XVe siècle, mais aucune preuve documentaire n'a pu être trouvée pour étayer cette théorie. De plus, et il n'existe aucune preuve solide de l'occupation espagnole des îles avant la colonisation néerlandaise.
Après la prise de contrôle des îles par les Britanniques, la mine de cuivre fut construite en 1837 et son premier puits fut creusé en 1838. Au cours de deux périodes distinctes, au cours des 24 années suivantes, 36 mineurs, originaires de Cornouailles, en Angleterre, ont extrait du minerai de ce site avec l'aide de quelque 140 ouvriers des Îles Vierges britanniques. Le minerai extrait était envoyé par route à Spanish Town le long de la route Coppermine (construite à l'origine par les mineurs), puis par bateau au Pays de Galles. Lors du voyage retour, les navires étaient remplis de provisions, de bois pour la construction, de salaires pour les travailleurs et de charbon pour alimenter leur moteur à vapeur. Bien avant l'arrivée des mineurs de Cornouailles et d'Espagne, les Amérindiens extrayaient le cuivre pour fabriquer des outils et des bijoux qui étaient ensuite échangés avec d'autres peuples autochtones d'autres îles.
La mine a été abandonnée en 1862, en raison de l'escalade des dépenses et des prix trop bas du marché, et n'a jamais été rouverte. Il ne reste que les pièces de la cheminée d'origine, la salle des machines et le bâtiment principal. Plusieurs des mineurs originaires de Cornouailles s'établirent dans les îles et épousèrent des autochtones. Leurs descendants vivent encore dans les Îles Vierges.

## Balancier
Le balancier de la mine de cuivre est le plus ancien balancier de Cornouailles encore existant au monde. Le moteur et la poutre ont été fabriqués par la fonderie Perran, en Cornouailles, en 1836 et amenés sur le site en 1840 après avoir déjà servit dans une mine de Cornouailles. Le faisceau est maintenant situé sur la plage de Handsome Bay, à Virgin Gorda.
Il était utilisé pour pomper l'eau de la mine, pour extraire le minerai de cuivre des puits et pour alimenter les machines de traitement du minerai. Une chaudière de Cornouailles produisait de la vapeur pour faire tourner le moteur. Ces chaudières ont été les premières à utiliser la vapeur à haute pression et ont été inventées en 1815 par l'ingénieur de Cornouailles, Richard Trevithick (qui a également inventé la première locomotive à vapeur).

## Époque contemporaine
La mine de cuivre de Virgin Gorda est un site protégé et une attraction touristique. Cependant, il est dans un état périlleux et est particulièrement exposée aux ouragans.
Le Comité de la mine de cuivre, en coopération avec le National Parks Trust des Îles Vierges britanniques, a entrepris de reconstruire le site en utilisant les fondations des bâtiments et les plans élaborés par des archéologues au fait du travail de ces mineurs de Cornouailles. Les efforts de restauration ont commencé en 1998 pour stabiliser les ruines, en commençant par la salle des machines, avec l'assistance d'experts de Cornouailles, en Angleterre.

## Habitats naturels
Le site est également un habitat pour les phaétons à bec jaune qui nichent dans les crevasses rocheuses au bord de la mer près du coin sud-est de la machine à vapeur. En partant de leurs nids de bord de mer, ils plongent pour se nourrir d'espèces marines.

## Minerais
Malgré l'abandon de la mine, de riches filons de cuivre sont encore aujourd'hui visibles, mais pas en quantités suffisantes pour rendre reprendre l'exploitation minière et commerciale. En outre, divers types de roche sont présents autour du site, parmi lesquels de la malachite, du carbonate de cuivre, du quartz contenant du sulfure de fer et de cuivre et de la molybdénite. Un projet d'implantation d'un artisanat local spécialisé dans la fabrication de bijoux semi-précieux a été évoqué.